# Ambert
Pour les articles homonymes, voir Ambert (homonymie).
Ambert (/ɑ̃.bɛʁ/) est une commune française située dans le département du Puy-de-Dôme, en région Auvergne-Rhône-Alpes. Elle est l'une des quatre sous-préfectures du département avec Issoire, Riom et Thiers.
Deuxième plus grande ville du parc naturel régional Livradois-Forez derrière Thiers, Ambert est connue pour sa gastronomie locale notamment avec la fourme d'Ambert autrefois produite dans les jasseries du Forez en période d'estive. En son centre-ville constitué en partie de maison à colombages médiévales trône un hôtel de ville à l'architecture circulaire.

## Géographie

### Localisation
La commune est située dans le sud-est du département du Puy-de-Dôme, en région Auvergne-Rhône-Alpes. Elle faisait partie de l'ancienne région administrative de l'Auvergne.
Par la route, Montbrison se trouve à 45 km à l’est, Thiers à 53 km au nord, Issoire à 58 km à l'ouest, Saint-Étienne à 73 km au sud-est, Le Puy-en-Velay à 72 km au sud et Clermont-Ferrand à 80 km au nord-ouest.
Ambert se situe dans la plaine du même nom, entourée à l'est par les monts du Forez et à l'ouest par les monts du Livradois.
| Bertignat Thiolières    | La Forie            | Job Valcivières        |
| Le Monestier            | Ambert              |                        |
| Saint-Ferréol-des-Côtes | Marsac-en-Livradois | Saint-Martin-des-Olmes |

#### Lieux-dits et écarts

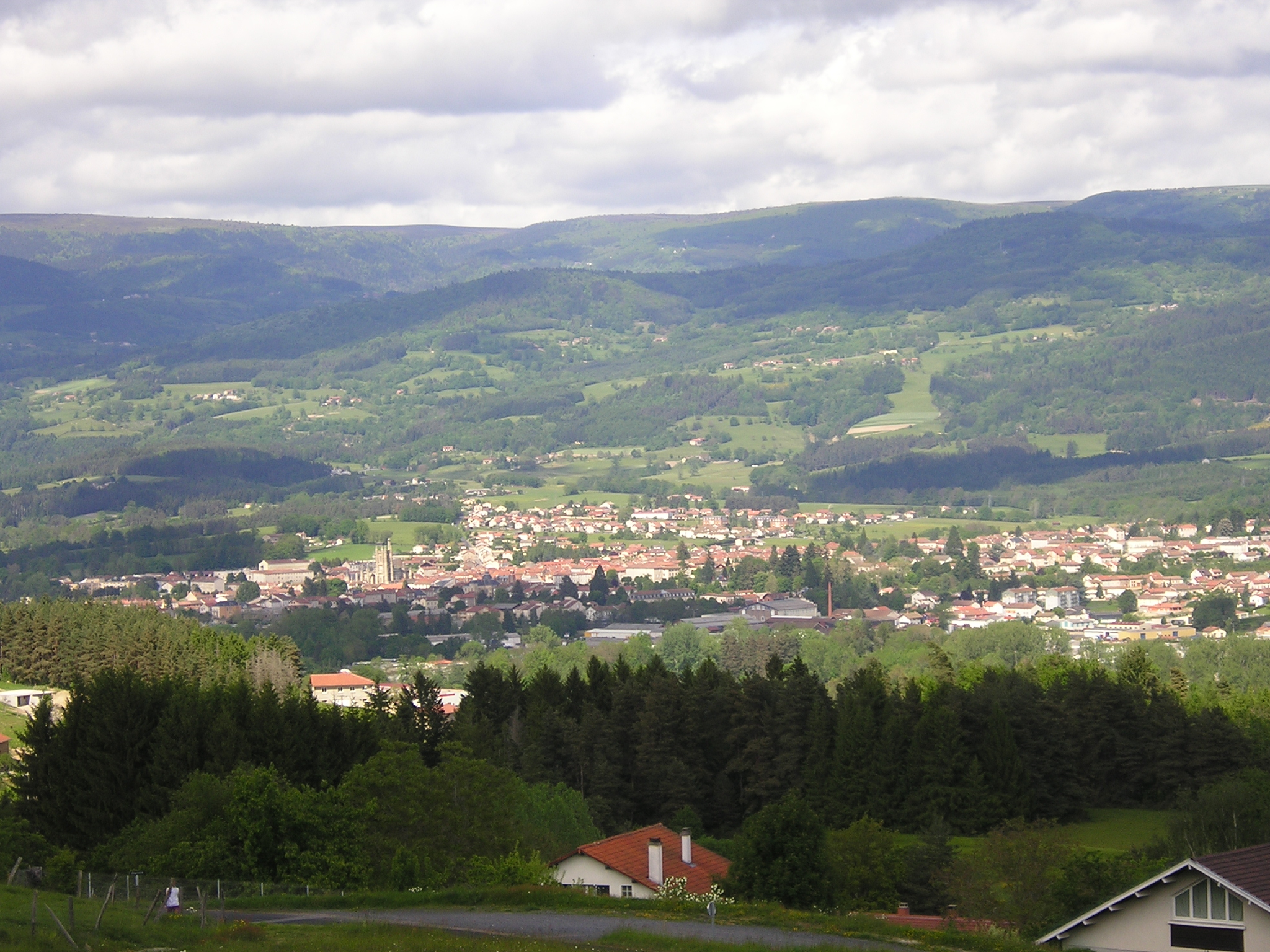
La ville d'Ambert s'étend au pied des monts du Livradois et du Forez.

l'Anguille, Aubignat (à cheval sur la commune de Saint-Ferréol-des-Côtes), Chez le Balais, Banquebout, la Barge, la Barrate, le Barry Blanc, Beauvialle, la Bégonie, la Besseyre, le Bezeau, Biorat, Boisseyre, les Bordes, la Borie, le Bost, le Bouchet de Boisseyre, les Bracons, la Brugerette, les Bruyères de Chanabert, les Bruyères de Châtelet, Bunangues, la Cabane Bernard, les Caires, la Carrière de Saint-Pardoux, le Champ de la Jarrige, le Champ de Clure, Chanabert, la Chardie, Chardon, Chartoire de Bas, Chez Chataigner, Châtelet, Chaudabris, Chauttes, les Chaux, le Cheix de Valcivières, Chicago, le Chomet, Cleurettes, le Clos de Valeyre, les Cloviches, le Coin, la Collange, le Colombier, la Combe Basse, la Combe Haute, Combrias, Combris, la Côte du Pont, la Côte de Ribeyre, la Croix du Bost, la Croix du Buisson, la Croix du Plat, le Cros de Dore, le Cros de Montgolfier, la Dame, Daragon, l'Épine, Étagnon, le Faverie, Fend l'Air, Feneix, la Fougedoire, la Fougeole, le Fournet, la Garde, la Gerle, Germanangues, Gonlaud, Gourre, la Goutte de Chanabert, la Goutte du Mareynat, Goyes, le Grand Cheix, Grandsaigne, le Grangier de Boisseyre, Gratarelles, Jacquet, Ladrye, Ligonne, les Lites, Longechaud (à cheval sur la commune de Saint-Martin-des-Olmes) , Louredon, les Loyes, Magnarot, le Mareynat, le Mas, le Mas de la Farge, la Masse, la Massonie, Maufre, Meydat, les Moniers, le Monteix, le Montel, Montgolfier, Morel de Bas, Morel de Haut, le Moulin de l'Anguille, le Moulin de Gratarelles, le Moulin du Lac, le Moulin de la Sagne, le Moulin de Valeyre, la Murette, Nouara, Paneton, Pellegrole, les Perriers de Valeyre, la Pierre du Milan, la Plaine de Morel, la Planche, Pomeyrolles, le Pont de Chauttes, Pontarloux, Pouteyre, le Poyet Marraud, le Poyet Valentin, Pradelles, les Prades, le Pradet, Reveret, la Ribbe Basse, la Ribbe Haute, Ribeyre, Richard de Bas, Richard de Haut, la Richarde, Robinet, la Roche, les Roches de Gourre, la Rodarie, Rodde, la Sagne, Saint-Hippolyte, Saint-Pardoux, Saint-Pierre, Saint-Roch, les Serves, Chez le Soldat, Terre Rouge, la Tolle, la Tuilerie, la Vaisse, Valeyre, la Varenne, les Vergnes sous Goyes, la Vernadelle, le Vert de Châtelet, la Vaure, Viallis, Villeneuve, Vimal Grand, Vimal Petit, les Virands, la Visseyre, Zol,,,.

#### Communes limitrophes
Ses communes limitrophes sont : Bertignat, La Forie, Grandrif, Job, Marsac-en-Livradois, Le Monestier, Saint-Ferréol-des-Côtes, Saint-Martin-des-Olmes, Thiolières et Valcivières.

### Géologie et relief

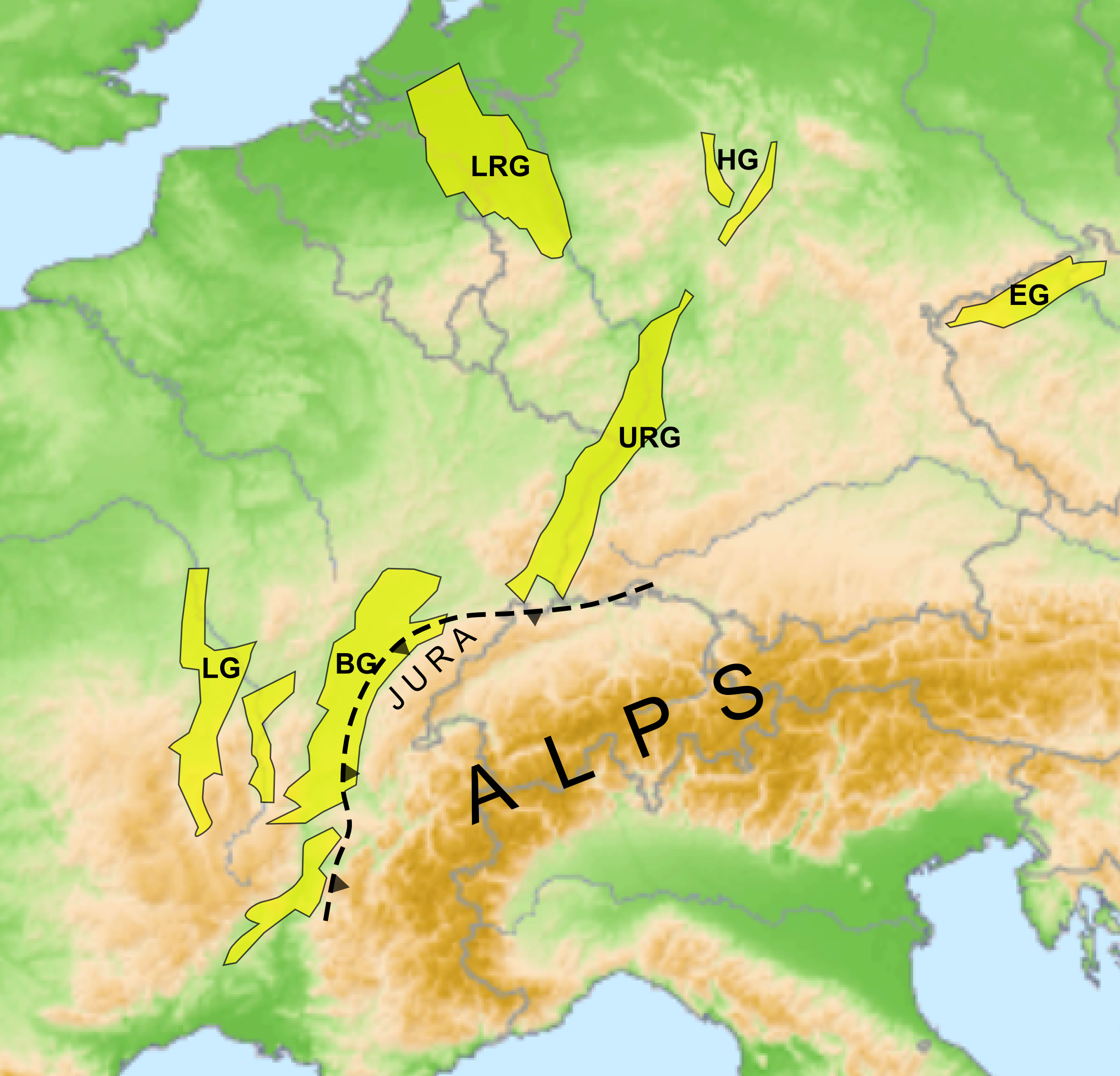
Carte montrant les principaux grabens du rift ouest-européen : LG=Graben de Limagne, BG=Bresse Graben, URG= Fossé rhénan, LRG=Lower Rhine Graben, HG=Hessian Grabens & EG=Eger Graben.

Le graben d'Ambert-Arlanc est un fossé d'effondrement du Massif central qui fait partie d'un système plus vaste, le rift ouest-européen, ensemble de grabens qui traverse l'Europe occidentale. Ces fossés orientés SSO-NNE se sont formés durant le Cénozoïque à l'avant de la chaîne alpine qui est spatialement et temporellement connectée au rift, une grande partie des grabens étant disposés concentriquement autour du front alpin. Au cours de ce rifting lent, les trois grands fossés parallèles du Massif central (le fossé de la Limagne, le fossé de Roanne-Montbrison et le fossé de la Bresse) et le bassin d'Ambert sont envahis par un lac alimenté par un système d'écoulement fluviatile ou torrentiel d'escarpements de failles bordières.

### Hydrographie
La commune est traversée, en dehors de la zone urbanisée, par le cours de la Dore, affluent de l'Allier. Le ruisseau de Valeyre, le ruisseau du Cros, le ruisseau de la Portette, le ruisseau de Thiolières, le ruisseau de Saint-Pardoux, le ruisseau de Macharoux, le ruisseau de Lagat, le ruisseau de Gourre et le ruisseau de la Sagne traversent également la commune. Il y a en plus des ruisseaux qui servent de limite à la commune : le ruisseau des Allebasses, le Batifol, le ruisseau des Escures, le ruisseau de Jailloux et le ruisseau de la Ravanie. Ambert dispose aussi d'un plan d'eau à l'ouest du centre-ville,.

### Climat
Pour des articles plus généraux, voir Climat d'Auvergne-Rhône-Alpes et Climat du Puy-de-Dôme.
En 2010, le climat de la commune est de type climat des marges montargnardes, selon une étude du Centre national de la recherche scientifique s'appuyant sur une série de données couvrant la période 1971-2000. En 2020, Météo-France publie une typologie des climats de la France métropolitaine dans laquelle la commune est exposée à un climat de montagne ou de marges de montagne et est dans la région climatique Nord-est du Massif Central, caractérisée par une pluviométrie annuelle de 800 à 1 200 mm, bien répartie dans l’année.
Pour la période 1971-2000, la température annuelle moyenne est de 10 °C, avec une amplitude thermique annuelle de 16,6 °C. Le cumul annuel moyen de précipitations est de 814 mm, avec 9,3 jours de précipitations en janvier et 7,1 jours en juillet. Pour la période 1991-2020, la température moyenne annuelle observée sur la station météorologique installée sur la commune est de 10,1 °C et le cumul annuel moyen de précipitations est de 860,2 mm,. Pour l'avenir, les paramètres climatiques de la commune estimés pour 2050 selon différents scénarios d'émission de gaz à effet de serre sont consultables sur un site dédié publié par Météo-France en novembre 2022.
| Mois                                  | jan.           | fév.            | mars           | avril         | mai           | juin          | jui.          | août            | sep.            | oct.           | nov.             | déc.           | année      |
| ------------------------------------- | -------------- | --------------- | -------------- | ------------- | ------------- | ------------- | ------------- | --------------- | --------------- | -------------- | ---------------- | -------------- | ---------- |
| Température minimale moyenne (°C)     | −1,9           | −1,9            | −0,1           | 2,5           | 6,3           | 9,6           | 11,2          | 10,7            | 7,4             | 5,3            | 1,4              | −1,2           | 4,1        |
| Température moyenne (°C)              | 2,3            | 3,1             | 6,1            | 8,9           | 12,8          | 16,6          | 18,6          | 18,2            | 14,3            | 11,1           | 6                | 3              | 10,1       |
| Température maximale moyenne (°C)     | 6,5            | 8,1             | 12,3           | 15,4          | 19,4          | 23,7          | 26            | 25,8            | 21,2            | 16,8           | 10,5             | 7,1            | 16,1       |
| Record de froid (°C) date du record   | −17,4 20.01.17 | −21 05.02.12    | −22,1 01.03.05 | −9 08.04.03   | −3,8 06.05.02 | −0,7 04.06.01 | 1,5 17.07.00  | −0,2 30.08.1998 | −2,5 14.09.1996 | −10 31.10.1997 | −13,2 22.11.1998 | −19,8 30.12.05 | −22,1 2005 |
| Record de chaleur (°C) date du record | 20,3 30.01.02  | 23,1 18.02.1998 | 27,2 17.03.04  | 27,9 30.04.05 | 32,6 22.05.22 | 39,6 27.06.19 | 38,5 07.07.15 | 39,9 24.08.23   | 35,9 04.09.23   | 32,2 08.10.23  | 25 08.11.15      | 17,7 05.12.06  | 39,9 2023  |
| Précipitations (mm)                   | 58,7           | 47,5            | 47,2           | 65,1          | 90,3          | 78,6          | 89,7          | 86,9            | 80,6            | 76,8           | 80,5             | 58,3           | 860,2      |

## Urbanisme

### Typologie
Au 1er janvier 2024, Ambert est catégorisée bourg rural, selon la nouvelle grille communale de densité à sept niveaux définie par l'Insee en 2022.
Elle appartient à l'unité urbaine d'Ambert, une agglomération intra-départementale regroupant trois  communes, dont elle est ville-centre,,. Par ailleurs la commune fait partie de l'aire d'attraction d'Ambert, dont elle est la commune-centre,. Cette aire, qui regroupe 29 communes, est catégorisée dans les aires de moins de 50 000 habitants,.

### Occupation des sols
L'occupation des sols de la commune, telle qu'elle ressort de la base de données européenne d’occupation biophysique des sols Corine Land Cover (CLC), est marquée par l'importance des forêts et milieux semi-naturels (48,4 % en 2018), une proportion sensiblement équivalente à celle de 1990 (48,9 %). La répartition détaillée en 2018 est la suivante : forêts (48,2 %), prairies (36,5 %), zones urbanisées (6,6 %), zones agricoles hétérogènes (5,6 %), zones industrielles ou commerciales et réseaux de communication (2,9 %), milieux à végétation arbustive ou herbacée (0,2 %). L'évolution de l’occupation des sols de la commune et de ses infrastructures peut être observée sur les différentes représentations cartographiques du territoire : la carte de Cassini (XVIIIe siècle), la carte d'état-major (1820-1866) et les cartes ou photos aériennes de l'IGN pour la période actuelle (1950 à aujourd'hui).

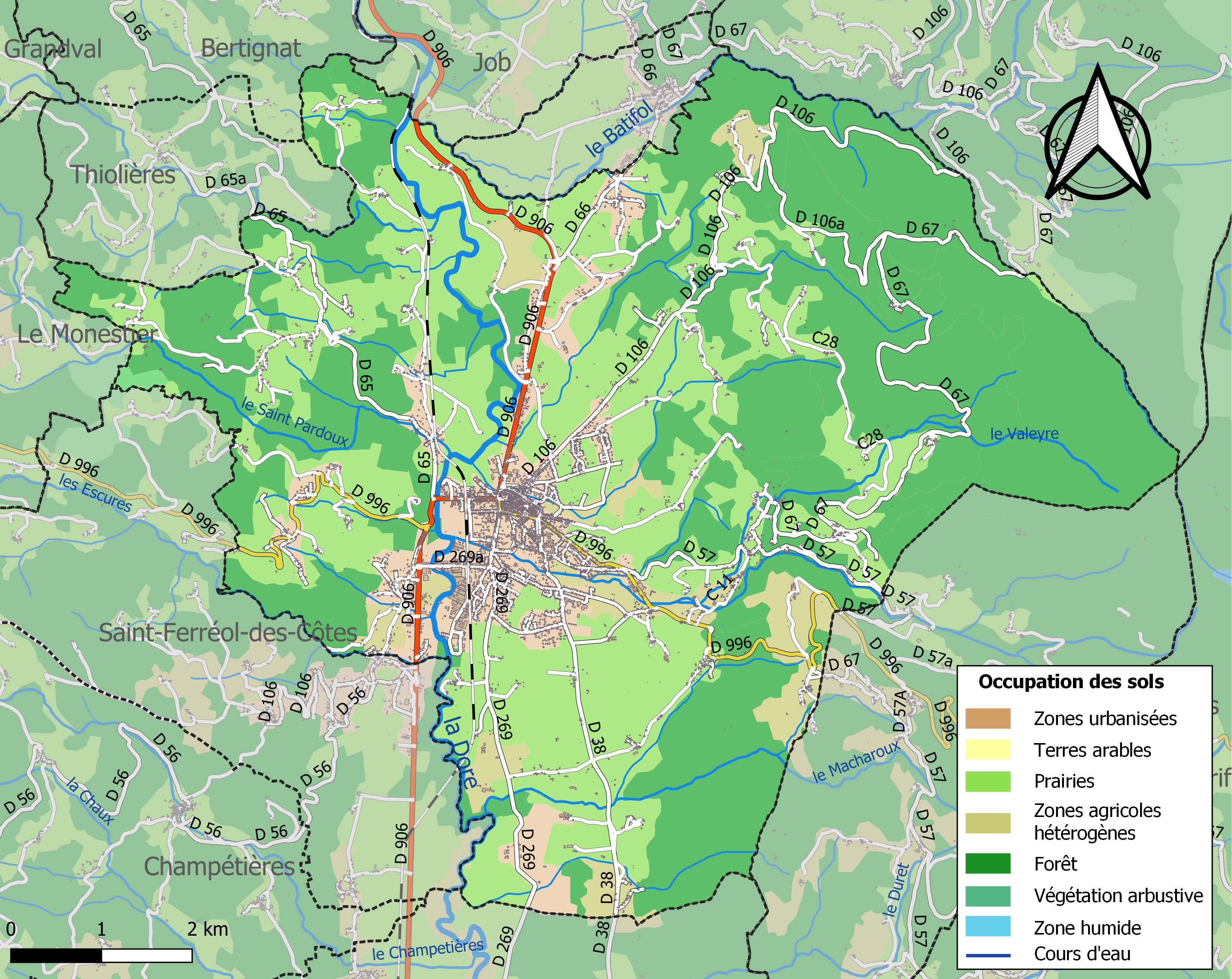
Carte des infrastructures et de l'occupation des sols de la commune en 2018 (CLC).

### Voies de communication et transports

#### Voies routières
Ambert est située au carrefour des routes départementales 906 (à 72 km du Puy-en-Velay vers le sud, 55 km de Thiers et à 91 km de Vichy vers le nord) et 996 (à 60 km d'Issoire par les monts du Livradois ; à 45 km de Montbrison et 75 km de Saint-Étienne par les monts du Forez). Ambert est la seule sous-préfecture du Puy-de-Dôme à ne pas être desservie par l'autoroute.
Il existe d'autres routes départementales traversant Ambert :
- la RD 38 (vers Beurières) ;
- la RD 57 (vers le moulin Richard de Bas) ;
- la RD 65 (vers Bertignat) ;
- la RD 66 (vers Job) ;
- la RD 67 (vers Grandrif) ;
- la RD 106 (vers Valcivières) ;
- la RD 269 (vers Marsac-en-Livradois).

#### Ligne ferroviaire

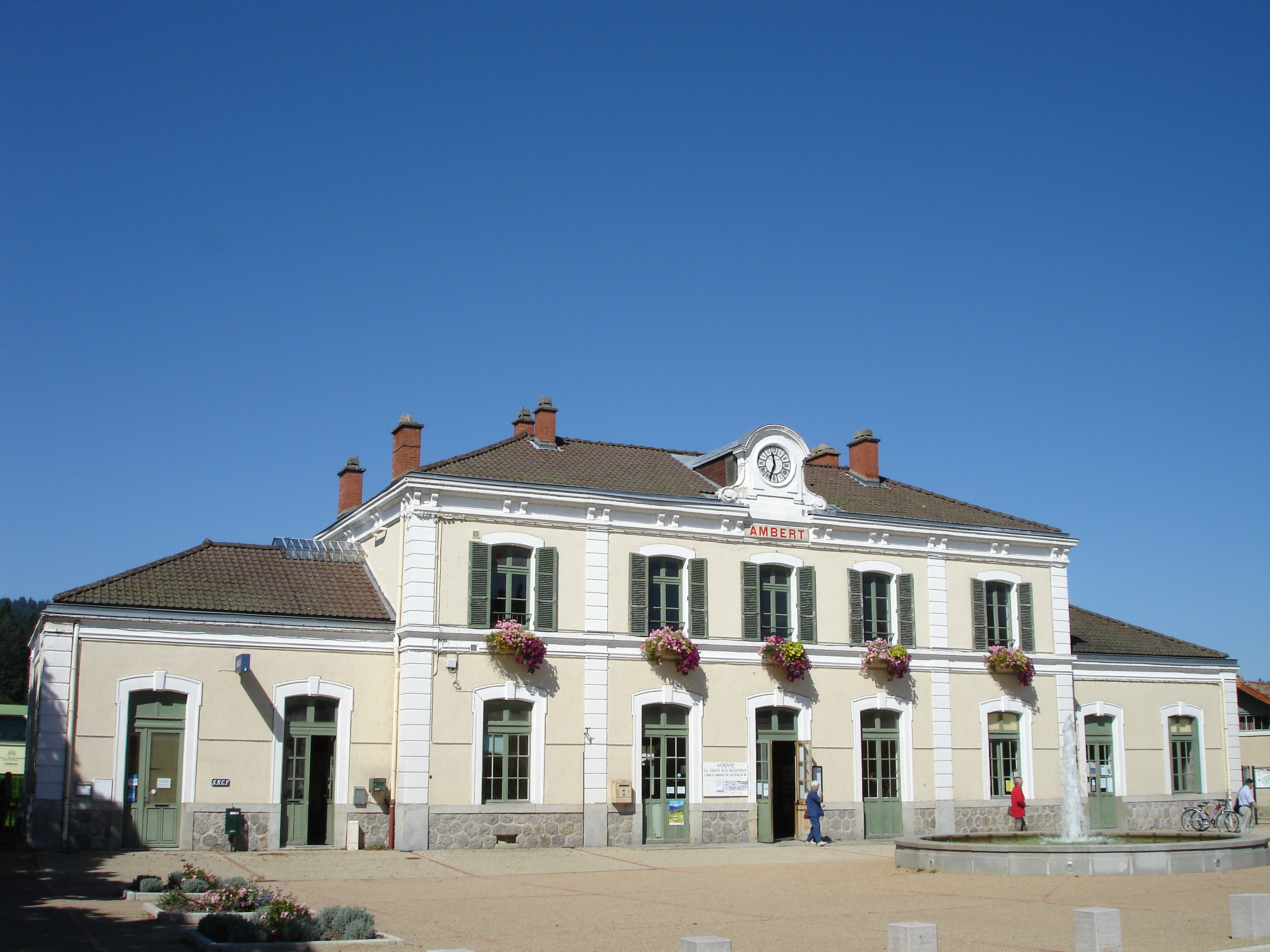
La gare d'Ambert.

Ambert possède une gare sur la ligne de Saint-Germain-des-Fossés à Darsac qui n'est plus exploitée par la SNCF depuis le milieu des années 1980. La ligne est toutefois empruntée par les trains de l’association AGRIVAP qui assurent des circulations touristiques entre Ambert et La Chaise-Dieu pendant la haute saison.
Le chemin de fer est arrivé sur la commune le 5 mai 1885 avec la mise en service de la gare d'Ambert par la Compagnie des chemins de fer de Paris à Lyon et à la Méditerranée (PLM).

#### Transports en commun
Ambert est accessible par cinq lignes interurbaines gérées par la région Auvergne-Rhône-Alpes :
| Réseau                  | Ligne | Tracé                                       |
| ----------------------- | ----- | ------------------------------------------- |
| Cars Région Puy-de-Dôme | P02   | Arlanc – Ambert – Thiers – Clermont-Ferrand |
| Cars Région Puy-de-Dôme | P03   | Vichy – Thiers – Ambert – Arlanc            |
| Cars Région Puy-de-Dôme | P13   | Vertolaye – Ambert                          |
| Cars Région Puy-de-Dôme | P15   | Valcivières – Ambert                        |
| Cars Région Haute-Loire | H27   | Ambert – La Chaise-Dieu – Le Puy-en-Velay   |

## Toponymie
L'ouvrage collectif Ambert et son église : 1471-1971 avançait, en 1971, dans le premier article du recueil, signé M. Tartas et intitulé « Le Pays d'Ambert », l'origine celtique, voire gauloise, du nom « Ambert », dérivé selon l'auteur d'une variante « Ambertitus » dans laquelle importerait le suffixe « -rito » ou « -ritu », qui signifierait « le gué fréquenté ».
Dans son Guide de l'Auvergne mystérieuse, Annette Lauras-Pourrat (fille d'Henri Pourrat), reprend cette hypothèse et rapporte que le nom d'Ambert dériverait d'Amberitus qui aurait signifié, à l'époque gallo-romaine, le gué sur la rivière (la Dore).
Cette hypothèse est à rapprocher des éléments indiqués par Xavier Delamarre dans son Dictionnaire de la langue gauloise. Ce dictionnaire donne comme équivalent, pour le mot gaulois « ambe », le mot « rivière », et pour le mot gaulois « ritus », le mot « gué », ce qui validerait l'expression « gué de la rivière ». Cette hypothèse était également avancée par l'anthroponymiste et toponymiste Marie-Thérèse Morlet, dans son Dictionnaire étymologique des noms de famille. Jacques Lacroix confirme également l'idée d'un gué sur une rivière en langue gauloise.
Selon Ernest Nègre, Ambert proviendrait du nom de personne germanique romanisée Ambertus : Ambert en 1095.
Son nom est en auvergnat, langue régionale autrefois parlée localement, Embèrt en graphie classique,,, et Ember ou Embar en écriture auvergnate unifiée,.

## Histoire

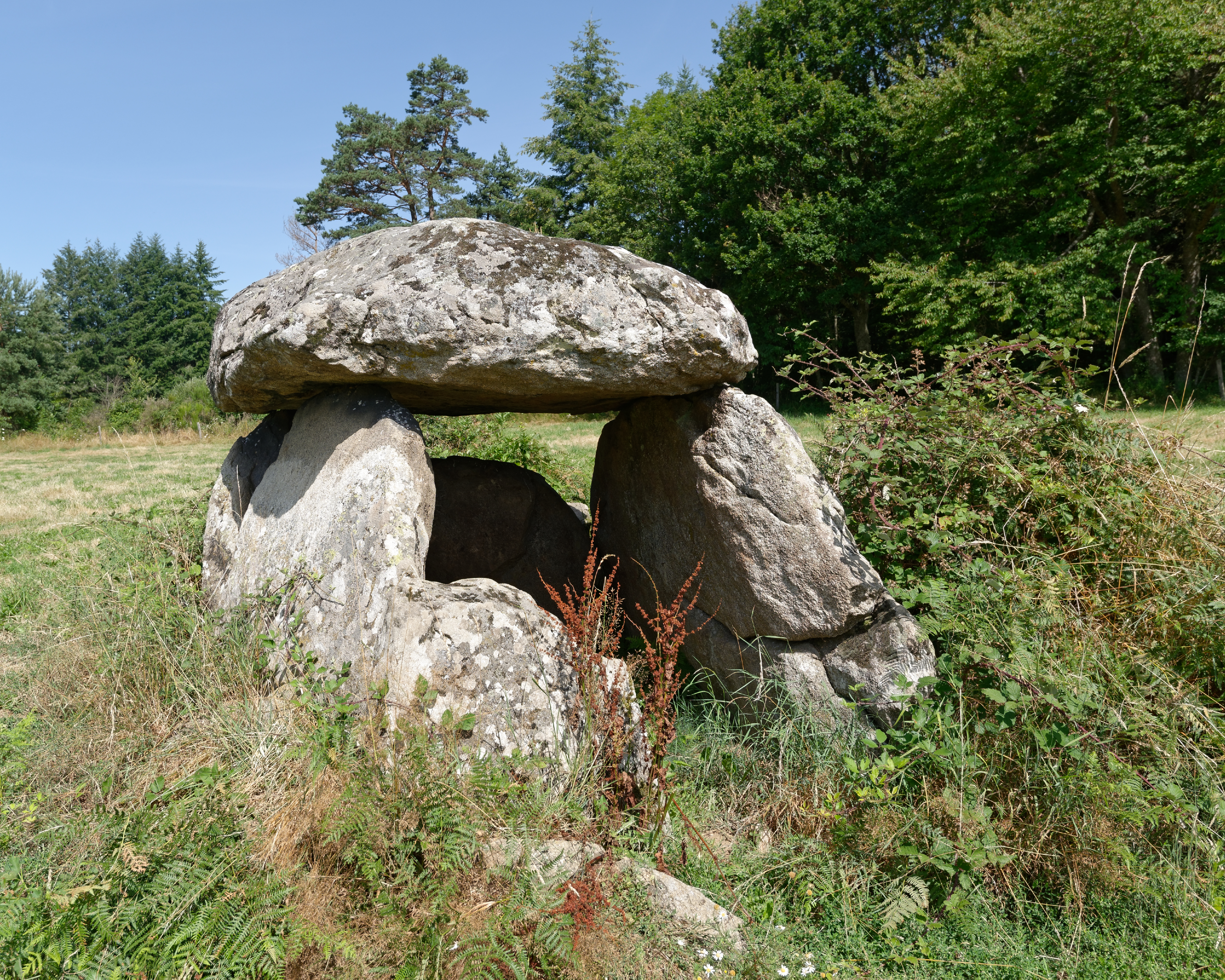
Dolmen de Boisseyre.

Selon une thèse non attribuée citée par Annette Lauras-Pourrat, les Ambertois pourraient être « les Ambivareti dont César rapporte la dissidence d'avec les Arvernes et qui, même après Alésia, demeurèrent insoumis », ajoutant que ce nom pourrait être associé à « ceux qui sont défendus de toute part » (par les montagnes).
La ville fut une baronnie, chef-lieu du Livradois. Elle était du diocèse de Saint-Flour, de l'intendance de Riom, élection d'Issoire, et siège d'une maréchaussée. Elle jouissait d'une charte de privilèges datée de juillet 1239 et octroyée par Guillaume de Bassie, seigneur de Livradois.
Jusqu'au XVe siècle, le bourg d'Ambert était morcelé en trois quartiers spécifiques, correspondant à une division ternaire de la société : un quartier marchand, un quartier ecclésiastique et monastique, et un quartier « seigneurial ». Ils sont réunis à la construction de l'enceinte fortifiée dite des 19 tours (aujourd'hui disparue).

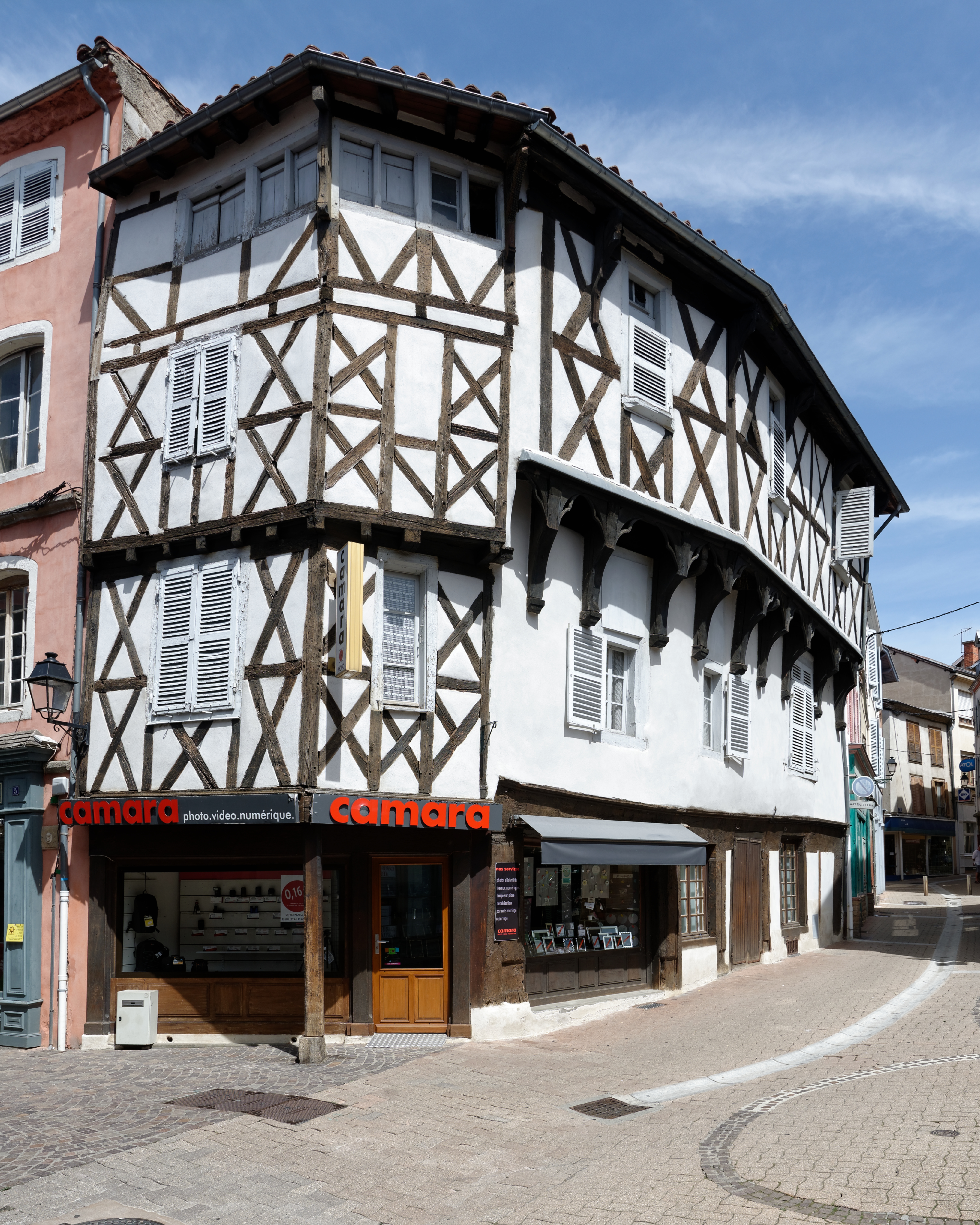
Maison à colombages du XVe siècle, place des Minimes.

Au XVIe siècle, la ville fut éprouvée par les suites du massacre de la Saint-Barthélemy. Des Huguenots, commandés par le capitaine Merle, s'emparent de la ville en 1574, firent subir des pillages, des massacres et autres sévices à la population majoritairement catholique. La ville fut ensuite reprise par les catholiques.
Il existe dans la ville une tour Mandrin.
Ambert est chef-lieu de district de 1790 à 1795.

### Les Hospitaliers
La commanderie de Ligonne des Hospitaliers de l'ordre de Saint-Jean de Jérusalem est marquée comme telle sur les cartes de Cassini. Elle est à l'origine composée, en plus de la maison du commandeur, d'une chapelle et d'un vaste domaine terrien. Le commandeur de Ligonnes perçoit le cens. Elle deviend par la suite un membre de la commanderie de Courtesserre au sein du grand prieuré d'Auvergne avec les commanderies de Tallende, de Vivic, de Chantadu, de Chambon, de Saint-Jean de Billon et de Ferreyrol,,.

### Les papetiers d'Ambert
Les origines de la papeterie livradoise datent de la deuxième moitié du XVe siècle selon les historiens ; une étude complète est réalisée dans un ouvrage de Michel Boy et Jean-Louis Boithias.
Pendant trois siècles, cette industrie du papier prospére, les maîtres-papetiers d'Ambert fabriquent du papier d'excellente qualité qu'ils vendent aux imprimeurs de Lyon puis à Paris. Les premiers tirages de l'Encyclopédie ou Dictionnaire raisonné des sciences, des arts et des métiers de Diderot et d'Alembert, sont imprimés en 1751 sur du papier d'Ambert. On produit aussi des cartes à jouer.
Plusieurs familles de papetiers font tourner les moulins qui ont gardé leurs noms dans les trois vallées de La Forie, Valeyre et Chadernolles.
Une légende, créée au XIXe siècle par la famille Montgolfier, voudrait donner aux papeteries d'Ambert une origine remontant aux Croisades. « Jean Montgolfier croise en 1147. Il est capturé et fait prisonnier par les Turcs. Il besogne trois ans à Damas dans un Khaghidkaneh (moulin à papier) sur les rives du Nahrbarada. Il s'enfuit avec deux compagnons. Ils emportent dans leurs bagages quelques échantillons de la Charta Damascena (feuille du papier de Damas) et dans leurs têtes les secrets de sa fabrication. De retour à Ambert, près de la Forie, au bord du Batifol, ils achètent un vieux moulin à farine qu'ils convertissent en moulin à papier. » Pourtant comme d'autres familles de papetiers d'Ambert, les Montgolfier ne sont connus comme fabricants de papier qu'avec le dernier quart du XVIe siècle.
Au début du XIXe siècle la concurrence est l'une des causes du déclin de la papeterie livradoise.
Dès le XVIIe siècle, Ambert a aussi pour spécialité  les métiers du tissage : la passementerie, les  rubans, les tresses et les lacets, la broderie.  La fabrication d'épingles, et de petits objets en bois : dés à jouer au XVIIIe siècle et chapelets à partir de la seconde moitié du XIXe siècle.
| Blason | Blasonnement : D'azur, à la croix d'argent cantonnée de quatre trèfles d'or. Commentaires : On rencontre cependant D’azur au gammadion d’argent, écartelé de trèfles de sinople. |

## Politique et administration

### Liste des maires
| Période      | Période      | Identité                       | Étiquette      | Qualité |
| ------------ | ------------ | ------------------------------ | -------------- | --- |
| 1765         | 1767         | Michel Vimal de Murs           |                | |
| 1767         | 1771         | Gourbeyre                      |                | |
| 1771         | 1775         | Jean-Joseph Brugeron           |                | |
| 1775         | 1780         | Antoine Celeyron               |                | |
| 1780         | 1784         | Jean-Joseph Vimal-Flouvat      |                | |
| 1784         | 1788         | Antoine Peschier               |                | |
| 1788         | 1789         | Antoine-Joseph Arthaud-Blanval |                | |
| 1790         |              | Jean-Joseph Vimal-Flouvat      |                | |
| 1790         | 1792         | Antoine-Joseph Arthuad-Blanval |                | |
| 1792         | 1796         | Benoît Celeyron                |                | |
| 1796         |              | Jean-Joseph Vimal-Flouvat      |                | |
| 1796         |              | Jean-Joseph Lussigny           |                | |
| 1796         | 1797         | N. Crozemarie                  |                | |
| 1797         |              | Jean-Joseph Lussigny           |                | |
| 1797         | 1798         | N. Crozemarie                  |                | |
| 1798         |              | Etienne Maignet                |                | |
| 1798         | 1800         | André Vimal-Martin             |                | |
| 1800         | 1803         | Paul-Denis Vimal-Madur         |                | |
| 1803         | 1806         | Pierre Mathias                 |                | |
| 1806         | 1808         | Paul-Denis Vimal-Madur         |                | |
| 1808         | 1816         | Pierre Touzet                  |                | |
| 1816         | 1818         | Benoît-Marie Madur-Dulac       |                | |
| 1818         | 1826         | Pierre Pourrat                 |                | |
| 1826         | 1830         | Henri Vimal-Dumonteil          |                | |
| 1830         | 1834         | Barthélemy Bernard             |                | |
| 1834         | 1842         | Pierre-Gabriel Messance-Vimal  |                | |
| 1842         | 1848         | Pierre-Amable Imberdis-Journet |                | |
| 1848         |              | Pierre-Vital Coste             |                | |
| 1848         | 1851         | Michel Maisonneuve             |                | |
| 1851         | 1866         | Pierre-Amable Imberdis-Journet |                | |
| 1866         | 1870         | Louis Armilhon                 |                | |
| 1870         |              | N. Imberdis                    |                | |
| 1871         | 1884         | Louis Armilhon                 |                | |
| 1884         | 1893         | Philippe Féchet                |                | |
| 1893         | 1900 (décès) | Antoine Ledieu-Bazin           | Républicain    | Conseiller général du canton d'Ambert (1892 → 1900)                                                                    |
| 1901         | 1908         | Adrien Farjon                  |                | |
| 1908         | 1932         | Georges Courtial               | Centre droit   | Conseiller général du canton d'Ambert (1910 → 1932)                                                                    |
| 1932         | 1938         | Louis Bonnet                   |                | |
| 1938         | 1944         | Raymond Lachal                 | AD             | Employé de la Caisse d'épargne Député du Puy-de-Dôme (1932 → 1942) Conseiller général du canton d'Ambert (1932 → 1940) |
| 1944         | 1954 (décès) | Claudius Penel                 | RGR            | Médecin Conseiller général du canton d'Ambert (1949 → 1954)                                                            |
| 1954         | 1976         | Robert Lacroix                 | RGR puis DVG   | Conseiller général du canton d'Ambert (1954 → 1973)                                                                    |
| mars 1977    | juin 1995    | Georges Chanoine               | UDF-PR         | Agent immobilier Conseiller général du canton d'Ambert (1979 → 2004)                                                   |
| juin 1995    | mars 2008    | Jean Aulagnier                 | UDF puis MoDem | Universitaire Conseiller régional d'Auvergne (2004 → 2010)                                                             |
| mars 2008    | mars 2014    | Christian Chevaleyre           | DVG            | Commerçant retraité Président de la CC du Pays d'Ambert (2008 → 2011)                                                  |
| mars 2014    | juillet 2020 | Myriam Fougère                 | LR             | Inspectrice de l'Éducation nationale Conseillère régionale d'Auvergne-Rhône-Alpes (2015 → )                            |
| juillet 2020 | En cours     | Guy Gorbinet                   | DVD            | |

### Jumelages
- Annweiler am Trifels (Allemagne) depuis 1988.
- Gorgonzola (Italie) depuis 2002, jumelage « fromager ». À noter que les comités de jumelage ne l'ont sans doute pas fait exprès[pertinence contestée] : les latitudes des deux villes sont quasiment identiques, Gorgonzola se trouve seulement 2 minutes d'arc plus au sud
- Higashichichibu (Japon) depuis 1989, charte de l'amitié.

## Équipements et services publics

### Enseignement
Ambert dépend de l'académie de Clermont-Ferrand.
Les élèves commencent leur scolarité à l'école maternelle Les Copains puis à l'école élémentaire Henri-Pourrat. Ils la poursuivent au collège Jules-Romains, situé dans la commune et géré par le conseil départemental du Puy-de-Dôme.
Il existe un lycée polyvalent (Blaise-Pascal), assurant les filières générales et professionnelles (dont des CAP sous statut scolaire ou par voie d'apprentissage).
Les élèves choisissant l'enseignement privé commencent à l'école primaire Saint-Joseph, puis au collège du même nom,.

### Culture
- Médiathèque Alexandre-Vialatte.
- Le Centre Culturel Le Bief - Programmation culturelle.
- Cinéma la Façade

## Population et société

### Démographie
Les habitants sont appelés les Ambertois et les Ambertoises.
L'évolution du nombre d'habitants est connue à travers les recensements de la population effectués dans la commune depuis 1793. Pour les communes de moins de 10 000 habitants, une enquête de recensement portant sur toute la population est réalisée tous les cinq ans, les populations de référence des années intermédiaires étant quant à elles estimées par interpolation ou extrapolation. Pour la commune, le premier recensement exhaustif entrant dans le cadre du nouveau dispositif a été réalisé en 2008.

En 2022, la commune comptait 6 556 habitants, en évolution de −2,25 % par rapport à 2016 (Puy-de-Dôme : +2,1 %, France hors Mayotte : +2,11 %).
| 1793  | 1800  | 1806  | 1821  | 1831  | 1836  | 1841  | 1846  | 1851  |
| ----- | ----- | ----- | ----- | ----- | ----- | ----- | ----- | ----- |
| 2 540 | 5 926 | 6 136 | 6 922 | 7 650 | 8 016 | 7 884 | 8 017 | 8 133 |

| 1856  | 1861  | 1866  | 1872  | 1876  | 1881  | 1886  | 1891  | 1896  |
| ----- | ----- | ----- | ----- | ----- | ----- | ----- | ----- | ----- |
| 7 703 | 7 661 | 7 446 | 7 625 | 7 789 | 7 727 | 8 211 | 7 907 | 7 709 |

| 1901  | 1906  | 1911  | 1921  | 1926  | 1931  | 1936  | 1946  | 1954  |
| ----- | ----- | ----- | ----- | ----- | ----- | ----- | ----- | ----- |
| 7 648 | 7 581 | 7 863 | 7 091 | 7 116 | 6 862 | 6 877 | 7 004 | 6 849 |

| 1962  | 1968  | 1975  | 1982  | 1990  | 1999  | 2006  | 2008  | 2013  |
| ----- | ----- | ----- | ----- | ----- | ----- | ----- | ----- | ----- |
| 7 160 | 7 328 | 7 603 | 7 722 | 7 420 | 7 309 | 7 057 | 6 975 | 6 834 |

| 2018  | 2022  | - | - | - | - | - | - | - |
| ----- | ----- | - | - | - | - | - | - | - |
| 6 634 | 6 556 | - | - | - | - | - | - | - |

### Manifestations culturelles et festivités
- Chaque année depuis 1988, la cyclosportive Les Copains a lieu à Ambert et dans sa région en juin ; le départ se déroule au « coin » de sa mairie (ronde). La maison du vélo héberge le vélo club ambertois et le cyclo club les copains
- Chaque année en juillet depuis 1989, le World Festival Ambert propose pendant presque une semaine un festival de musiques et danses du monde. Il s'appelait précédemment La ronde des copains du Monde et s'est progressivement ouvert aux musiques actuelles.
- Les Fourmofolies est un évènement en août fêtant la fourme d'Ambert et les fromages AOP d'Auvergne. Biennal de 1997 à 2015, puis annuel, l'événement a été remplacé à cause de la pandémie de Covid-19 par des Petites Fourmos[41].
- Gare d'Ambert de la ligne touristique du Livradois-Forez, exploitée par Agrivap les trains de la découverte, en saison[10].
- Depuis 2008, la manifestation « Ambert côté jardin » se déroule en avril. Elle propose de faire découvrir le patrimoine jardiné de la ville avec un regard sur le développement durable.

### Sports et loisirs
- Randonnée : Chemin des Papetiers.

## Économie
Voici quelques éléments composant l'économie d'Ambert :
- Ambert était le siège d'une chambre de commerce et d'industrie.
- Filière bois, fromage (fourme d'Ambert), tourisme, fabrication de tresses et câbles.
- Indissociable du bassin d'Ambert, le groupe familial Omerin, a été créé il y a plus d'un siècle (entreprise artisanale de lacets). Il est aujourd'hui un important acteur économique de la région Auvergne ainsi que le premier fabricant français de fils et câbles de sécurité incendie, le premier fabricant mondial de fils et câbles isolés silicone[42] et de fils et câbles pour conditions extrêmes (hautes et basses températures[43]).

## Culture locale et patrimoine

### Lieux et monuments

#### Patrimoine religieux

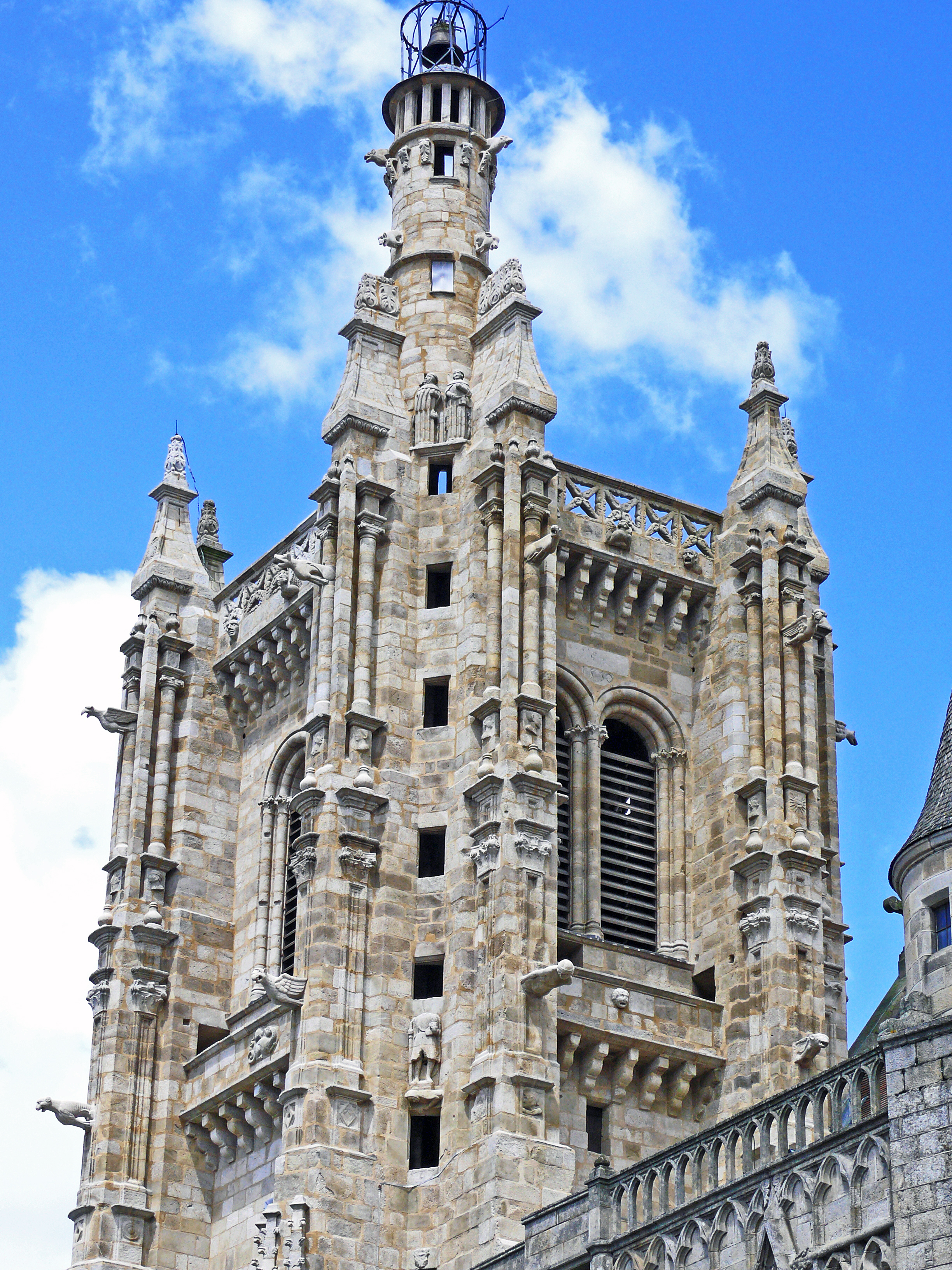
Clocher de l'église Saint-Jean.

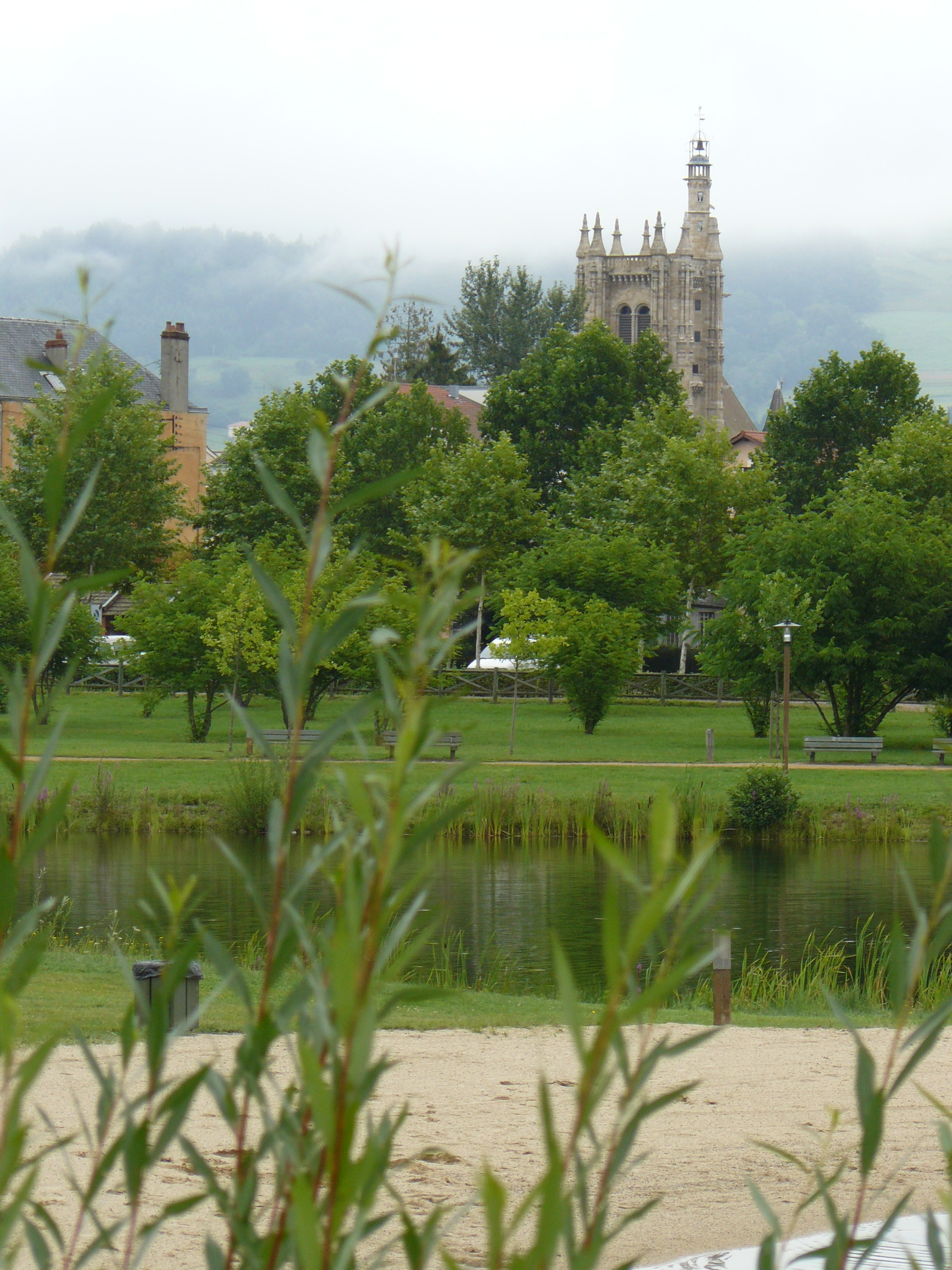
La tour de l'église Saint-Jean depuis le plan d'eau.

- Église paroissiale Saint-Jean, de facture gothique, construite de 1471 à 1550. L'église possède un orgue construit par Joseph Merklin à Lyon (1879).

#### Patrimoine civil
- Dolmen de Boisseyre, dolmen classé au titre des monuments historiques en 1927[44].
- Monument Henri Pourrat, œuvre de Jean Chauchard installée en 1975 (place du Livradois).
- Monument Alexandre Vialatte (devant la gare).

#### Architecture

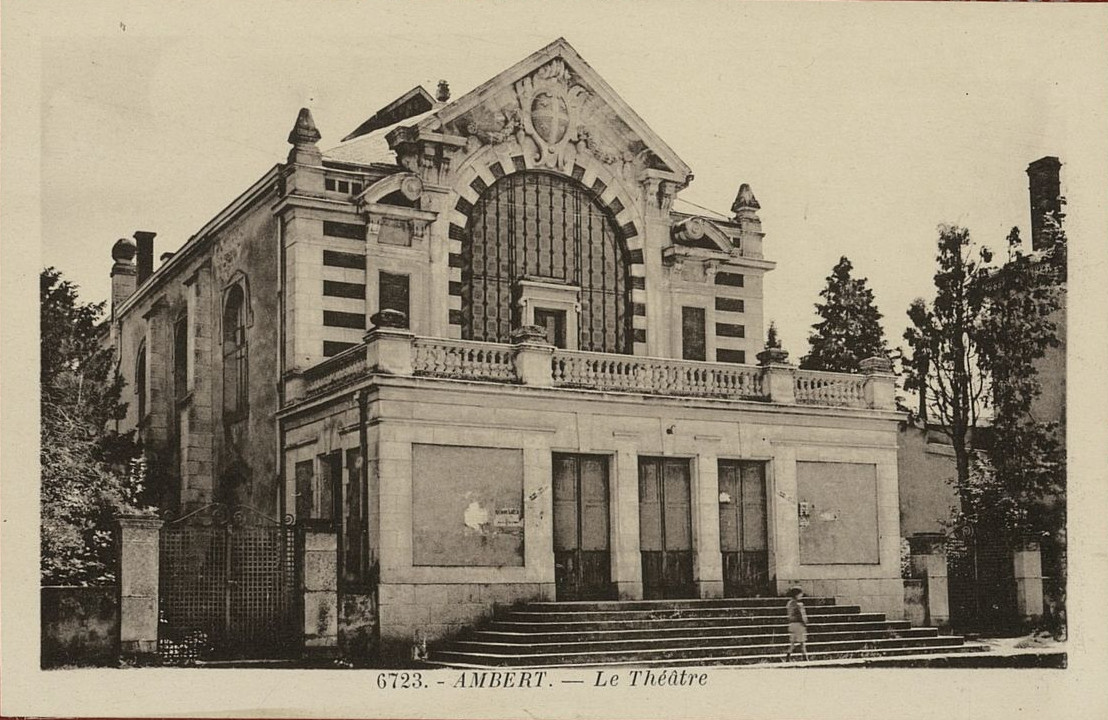
Photographie représentant le théâtre d'Ambert as.

- Mairie ronde, à l'origine Halle aux grains, construite en 1816 pour libérer la nef de l'église où se faisait le commerce des céréales depuis la Révolution. En 1823 est décidée une extension verticale de l'édifice, pour héberger certains services (salle du Conseil, Contributions indirectes).
- Gare d'Ambert (bâtiment voyageurs type PLM de 1885).
- Caisse d'épargne et deux autres bâtiments du début du XXe siècle, construits dans un style inspiré de l'architecture des villes d'eaux, avec coupoles, etc.

#### Musées

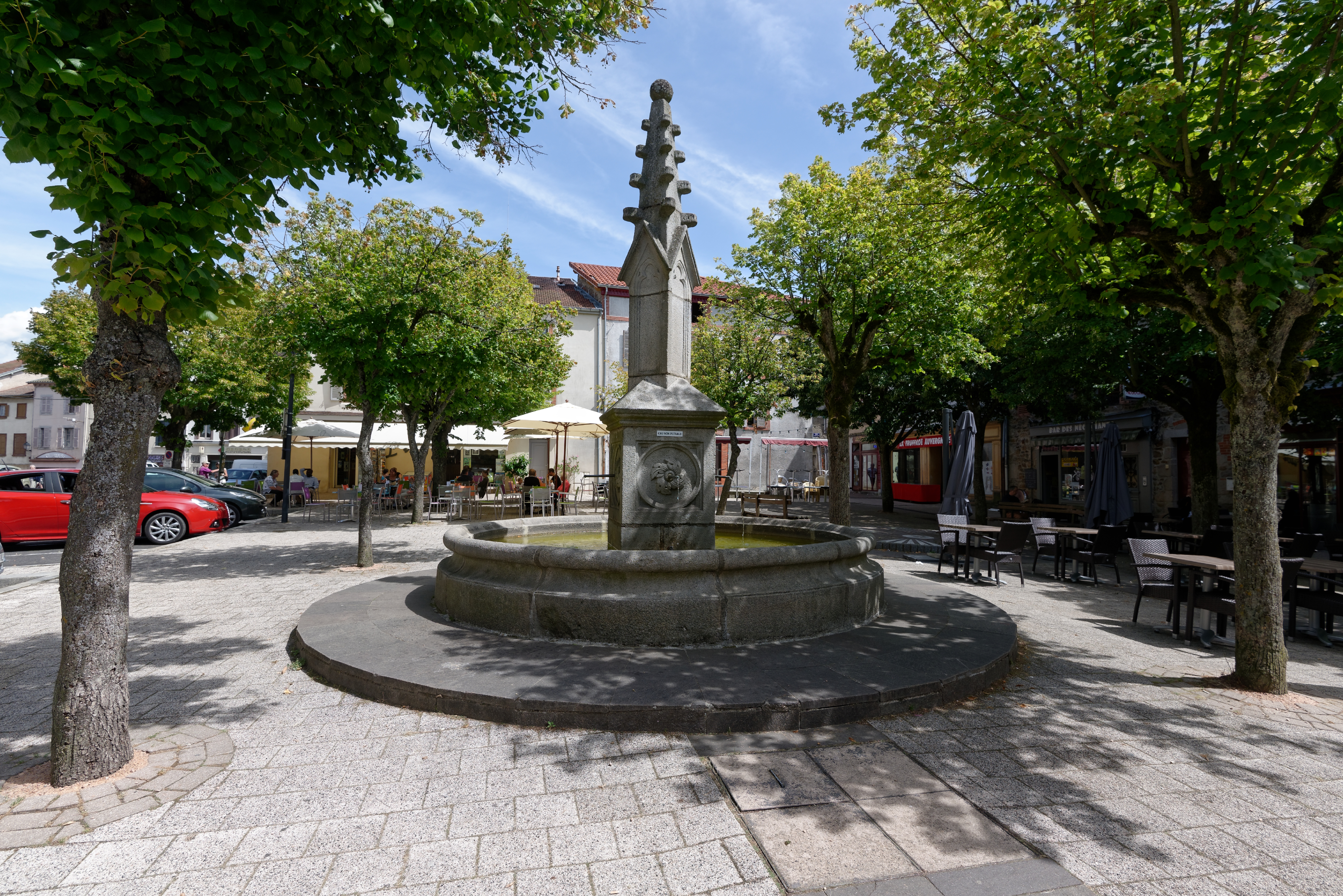
Place Saint-Jean.

- Mus'énergie, « le musée de la force motrice et de l’énergie au service de l’homme », anciennement « Musée de la machine agricole et à vapeur » (créé par l'association AGRIVAP).
- Maison de la fourme d'Ambert[45] et des fromages, gérée par l'association Fromage et patrimoine.
- Manufacture d'images, regroupant, juste à côté de la Maison de la fourme d'Ambert, les bureaux de Centre culturel Le Bief, des ateliers de typographie, de sérigraphie, de gravure et de lithographie, une arthothèque, une salle d'exposition et un atelier de façonnage, et des locaux mutualisés avec la Maison de la fourme.
- Proche de la ville se trouve l'École 1900 qui présente une rétrospective de l'école de la Troisième République[46]. Elle illustre aussi l'histoire d'une époque et d'une région avec ses coutumes.

#### Industrie

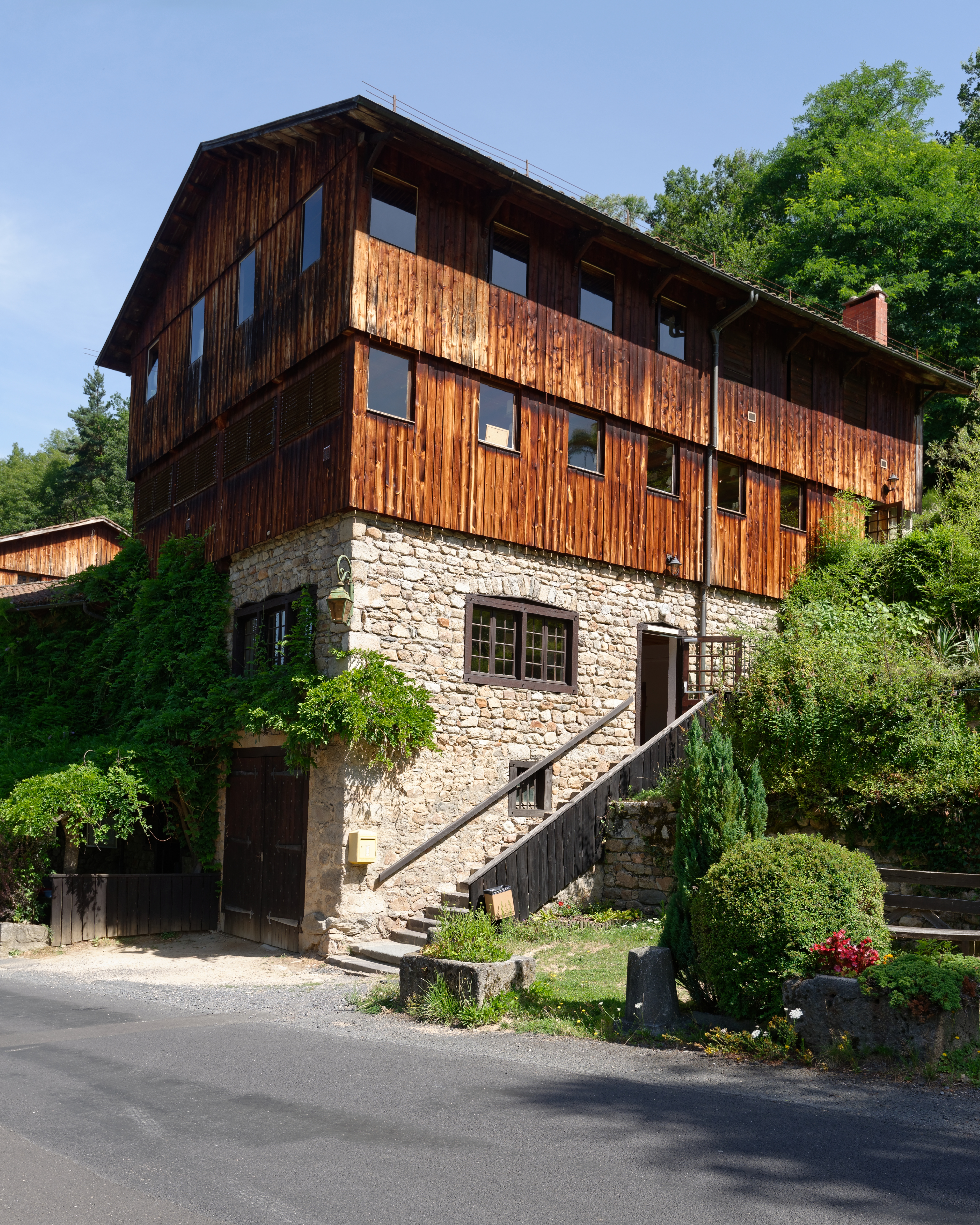
Moulin à papier et musée Richard de Bas.

- Le moulin à papier de Richard-de-Bas situé dans le vallon de Laga dont le ruisseau alimente la roue du moulin, témoigne d'une industrie présente dans la région depuis le XIVe siècle ; toujours en activité, il produit des feuilles de papier selon les techniques ancestrales[47].

### Patrimoine culturel

#### Gastronomie
- Le fromage appelé la fourme d'Ambert, AOC depuis 1972 (fourme d'Ambert et de Montbrison) et 2002 (fourme d'Ambert).

#### Ambert dans la littérature et au cinéma
Ambert est, avec Issoire, l'une des deux sous-préfectures victimes des canulars arbitraires et anarchisants des sept héros des Copains, roman de Jules Romains paru en 1913. Le choix s'était porté sur ces deux villes, car sur une carte de France, elles lorgnaient d'un mauvais œil les sept amis. Yves Robert en tira en 1964 un film du même nom (Les Copains), dont la musique fut le célèbre titre de Georges Brassens, Les Copains d'abord. Les copains décident de s'y donner rendez-vous, devant la façade de la mairie, chose difficile puisque la mairie est… ronde.
Le réalisateur français Claude Berri réalise en 1990 une partie du tournage du film Uranus dans la ville d'Ambert.

### Patrimoine naturel
- La commune d'Ambert est adhérente du parc naturel régional Livradois-Forez[48].
- Une partie de la commune est classée et protégée par le réseau européen de protection de la faune et de la flore, le réseau Natura 2000[49].

### Personnalités liées à la commune

#### Arts vivants et audiovisuels
- Emmanuel Chabrier (1841-1894), compositeur, né à Ambert.
- André-Joseph Salis dit Bibi-la-Purée (1848-1903), acteur, figure de la bohème montmartroise de la Belle Époque, né à Ambert.

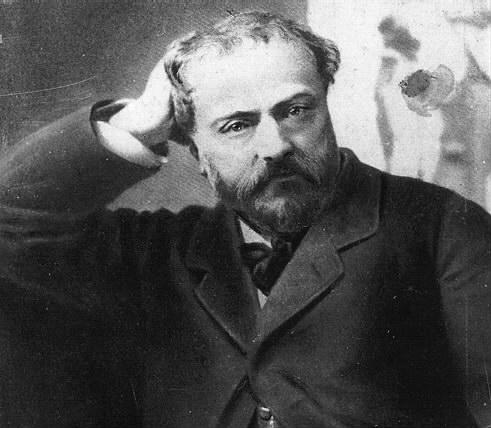
Emmanuel Chabrier
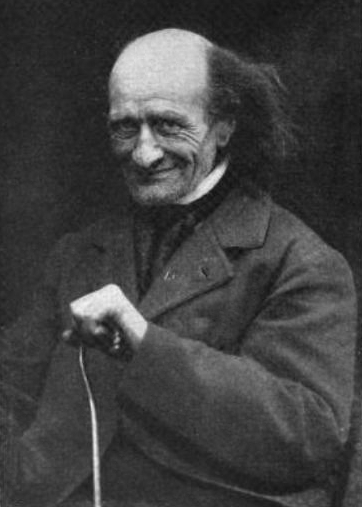
André-Joseph Salis

#### Arts décoratifs, figuratifs et littéraires
- Théophile Gautier (fils) (1836-1904), littérateur français, sous-préfet d'Ambert.
- Pierre de Nolhac (1859-1936), écrivain et académicien, né à Ambert.
- Jules Romains (1885-1972) a choisi Ambert comme cadre pour Les Copains, en 1922. La première mention d'Ambert, dans le roman, est faite dans le chapitre initial, « Le Repas », dans les termes suivants : « Mais la vue était soudain envahie par une carte de France. Le papier en semblait résistant. Deux barres de bois noir, une en haut, une en bas, lui donnaient de la rigidité. Une simple ficelle la suspendait à un clou. Bénin n’avait rien avancé que de vrai. Cette carte figurait quatre-vingt-six départements, et on ne sait combien de villes qui faisaient de l’œil. Les copains trouvèrent ça admirable.
— Des yeux ! cria Bénin, il y en a plus que dans le bouillon du pauvre, plus que sur la queue du paon. Il tendit le bras.
— Issoire ! Ambert !
Tous, au fond d’eux-mêmes, furent d’avis qu’effectivement Issoire et Ambert avaient un drôle d’air.
— Qu’allons-nous répondre, messieurs, à ce défi ? Issoire et Ambert narguent notre assemblée. La chose n’en restera pas là. »
- Henri Pourrat (1887-1959), écrivain, né à Ambert où il passa presque toute sa vie.
- Jeanne Lichnerowicz, dite Claude Dravaine, (1888-1957), écrivain-romancière originaire d'Ambert. C'est sous son nom de plume qu'elle écrit l'histoire de ses ancêtres papetiers, dans son ouvrage Nouara, Chroniques d'un antique village papetier (1927). Situé au-dessus du village de Valeyre, Nouara fut l'une des plus grosses fabriques de papier des trois vallées papetières autour d'Ambert au XVIIIe siècle. Le moulin[50] est encore en grande partie visible de nos jours ; il est situé sur le Sentier des papetiers.
- Les frères Angeli : Jean Angeli, dit Jean l'Olagne (1886-1915), ami de Henri Pourrat avec lequel il écrit en 1912 La Colline Ronde, dont son frère François Angeli (13 février 1890 - 30 mai 1974) réalisa les illustrations.
- Antoine Sylvère (1888-1963), auteur de Toinou et de Le légionnaire Flutsch. Il a pris une part active dans un réseau de résistance lors de la Seconde Guerre mondiale ; il a participé à la libération de Montauban. Son fils est mort en mai 1940. Sa belle-fille a été déportée, elle est morte à Ravensbrück.
- Alexandre Vialatte (1901-1971), chroniqueur et écrivain, Ambertois d'adoption, mais issu de familles ancrées dans le terroir du Livradois.
- Jean-Claude Mourlevat (né à Ambert en 1952), écrivain.

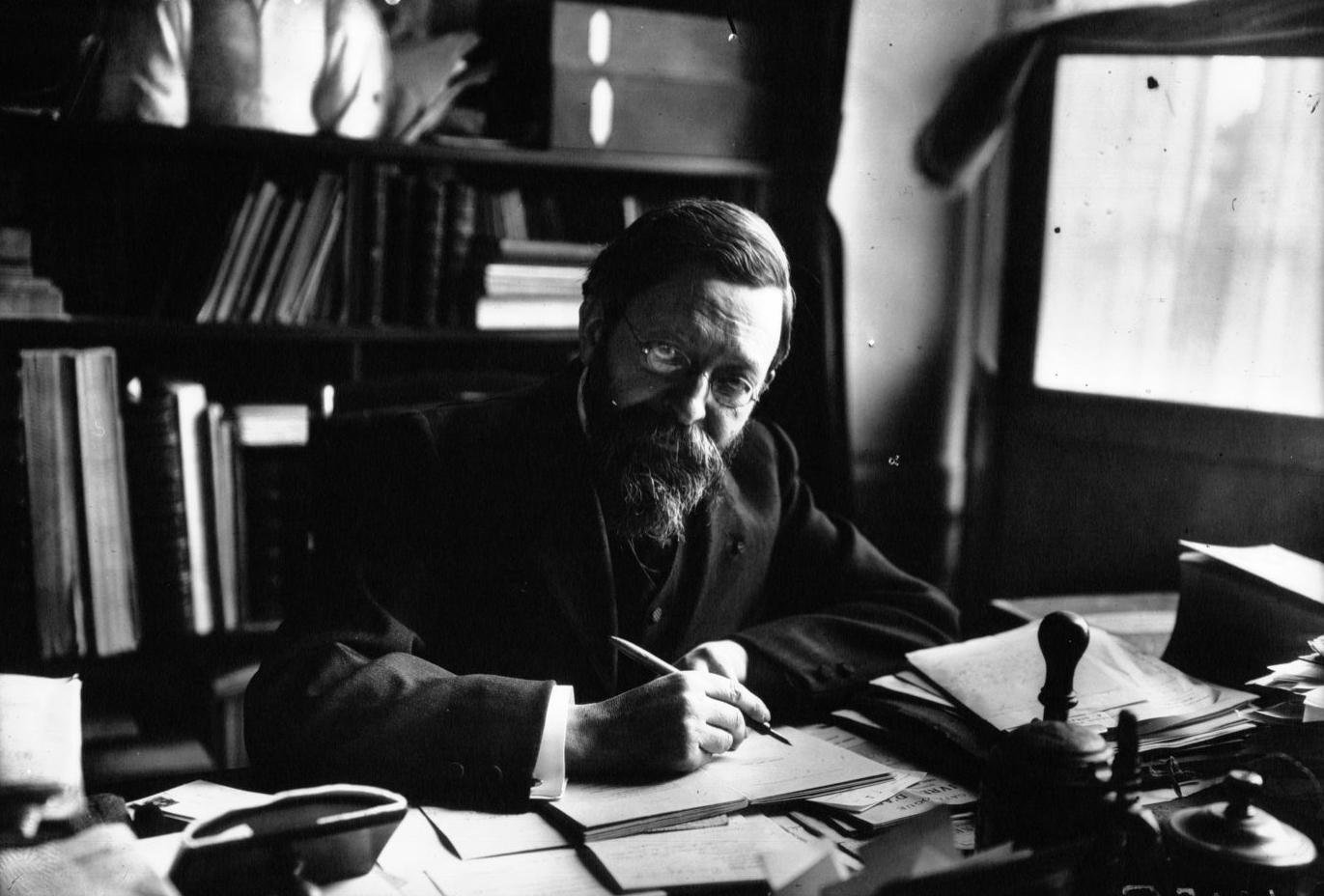
Pierre de Nolhac
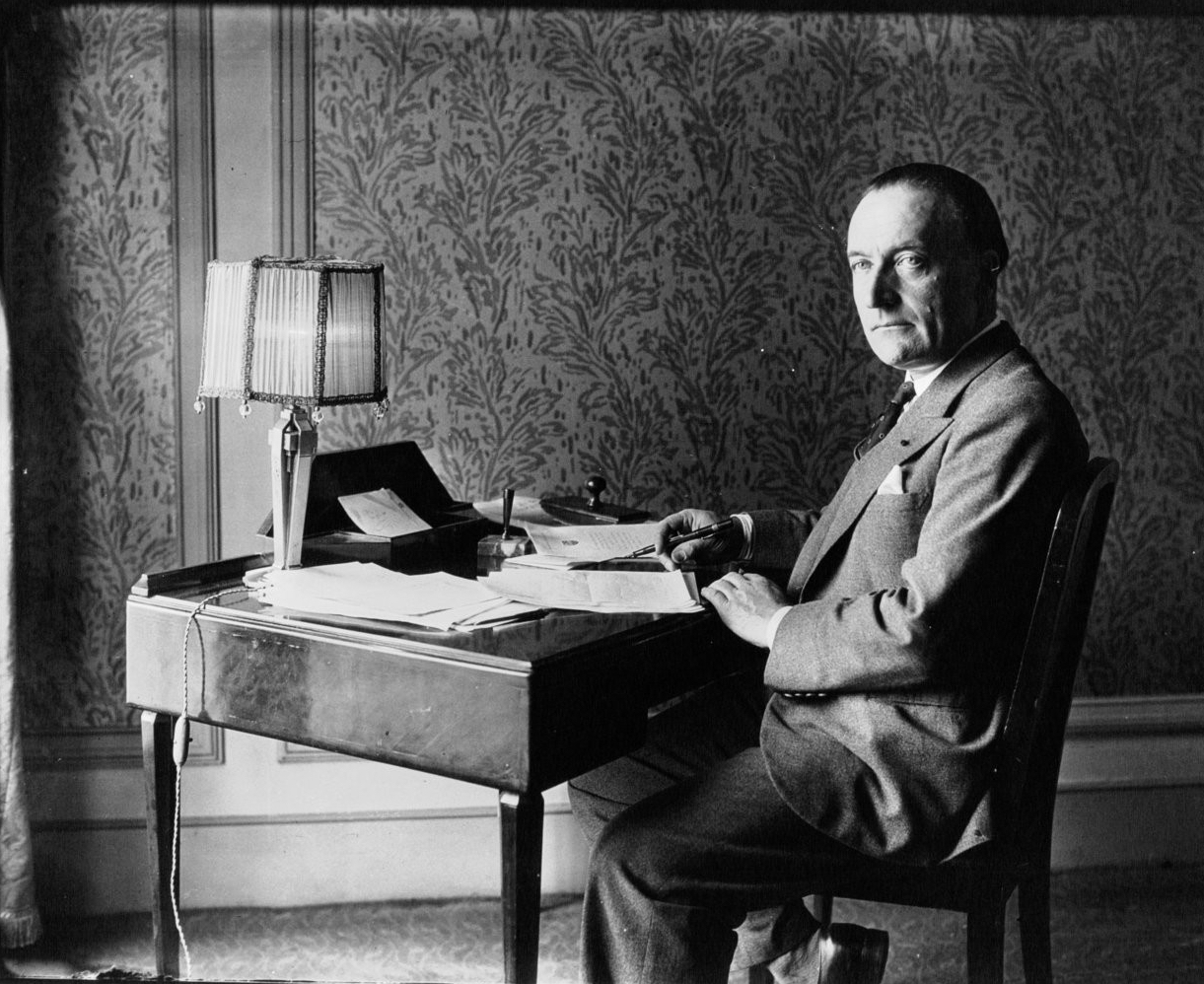
Jules Romains
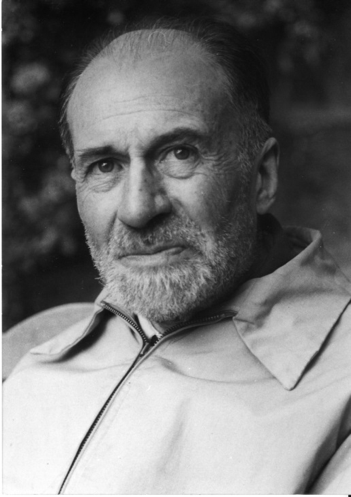
Henri Pourrat
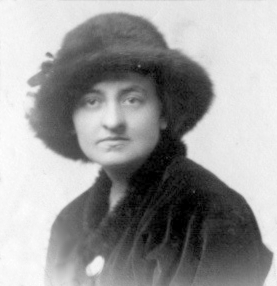
Claude Dravaine
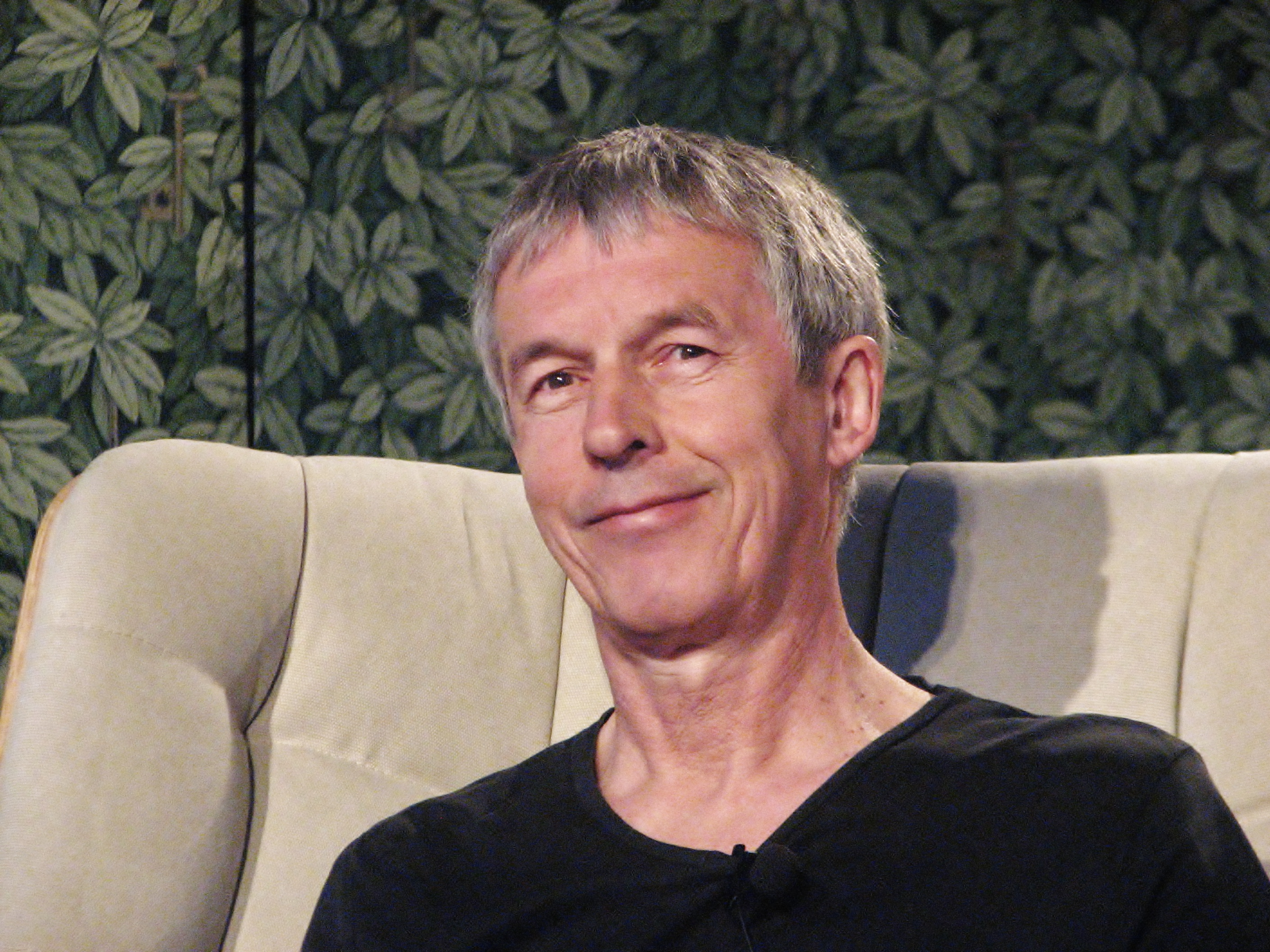
Jean-Claude Mourlevat

#### Industrie et invention
- Emmanuel Basse Vitalis (Ambert, 14 mars 1852 - Clermont-Ferrand, 7 mai 1914), industriel ayant développé l'extraction et le traitement de l’antimoine en Auvergne, le long de la petite vallée de la Sianne.
- Marius Péraudeau (1906-1992), papetier, créateur et conservateur de musées, écrivain, peintre, éditeur, Juste parmi les nations, propriétaire en 1940 du moulin à papier de Richard-de-Bas et de son musée.

#### Politique
- Jean-Joseph Vimal-Flouvat (1737-1810), député du Puy-de-Dôme et maire d'Ambert.
- Joseph Artaud-Blanval, (1743-1810), propriétaire, négociant et homme politique, député à la Convention nationale.
- Étienne-Christophe Maignet (1758-1834) personnage de la Révolution française enterré à Ambert.
- Pierre Pourrat (1758-1835), sous-préfet (1800-1814 et 1830-1834), maire (1818-1826), conseiller général (1818-1830) et député (1821-1824) d'Ambert, à l'origine de la mairie ronde pour rappeler la forme de la fourme d'Ambert.
- Pierre-Mathias Pourrat, (1779 - 1844 à Paris), négociant, banquier et homme politique, député du Puy-de-Dôme sous la monarchie de Juillet.
- Étienne Lavigne (1813-1895), homme politique né et décédé à Ambert, député de 1848 à 1849.
- Adrien-Vital Farjon (1850 Ambert-1907), conseiller général de Viverols, député, participa à la création de la buvette de l'Assemblée nationale.
- Georges Courtial (1866-1932), député du Puy-de-Dôme, né et mort à Ambert.

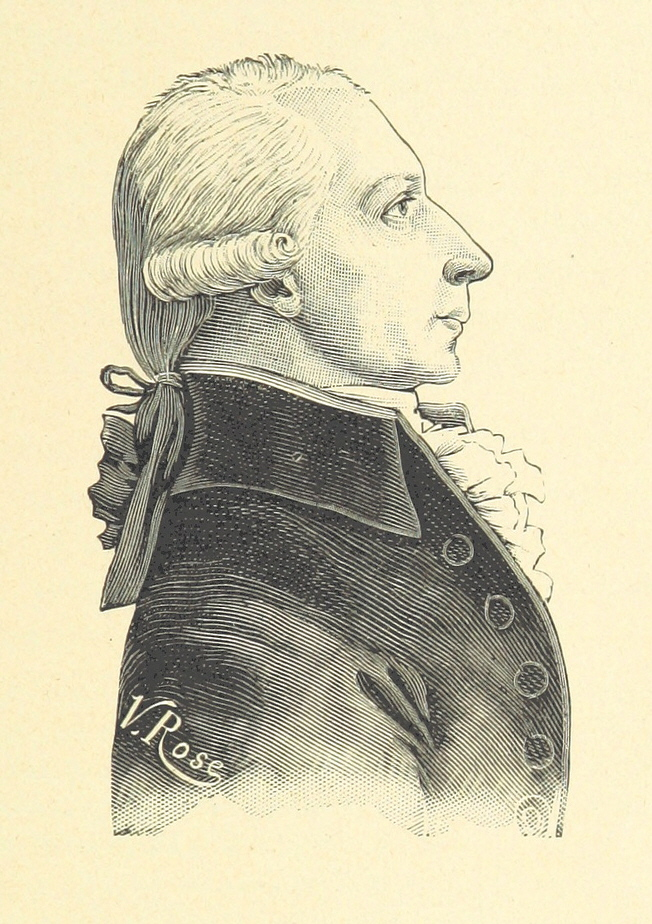
Jean-Joseph Vimal-Flouvat
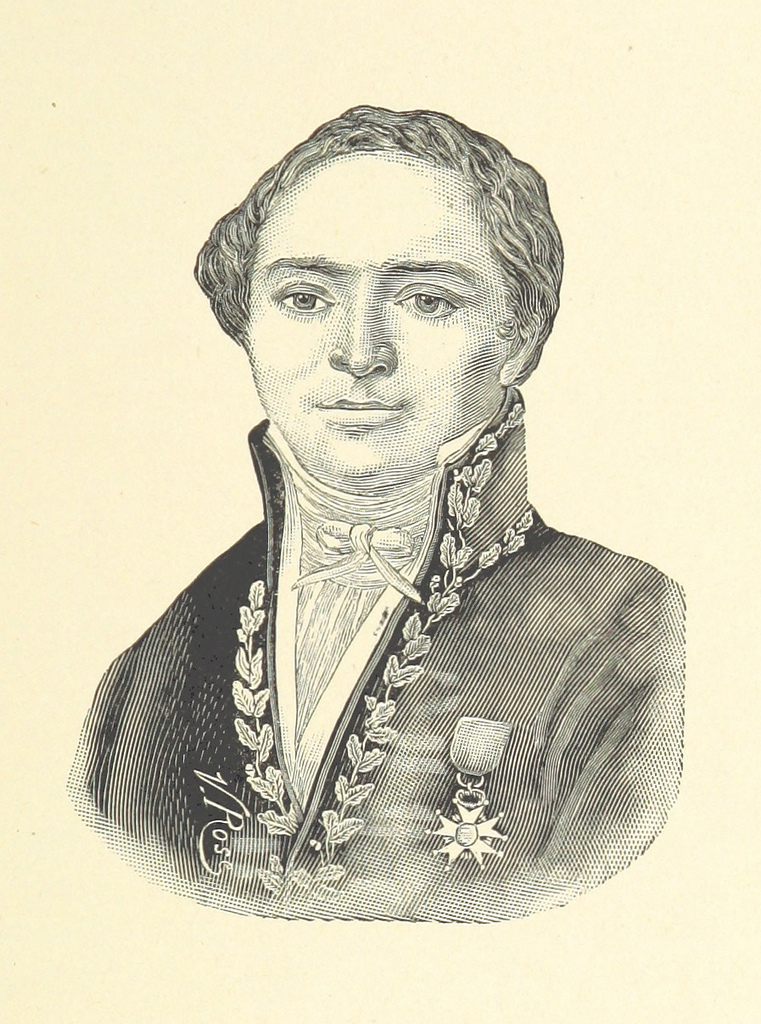
Pierre Pourrat
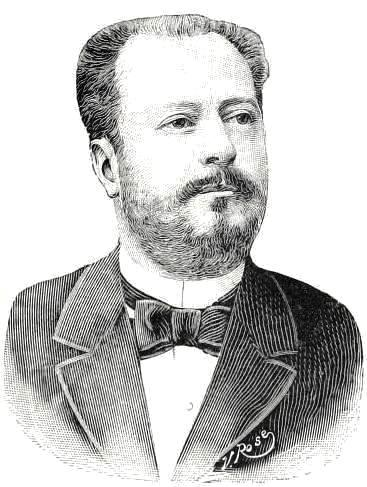
Adrien Farjon

#### Sciences
- Michel Rolle (1652-1719), mathématicien et géomètre, né à Ambert.

#### Sports
- Aboubacar Sidiki Camara dit « Titi Camara », né en 1972, ancien footballeur international guinéen, a évolué au Ambert FCUS de 1987 à 1989.
- Simon Dufour (né à Ambert en 1979), nageur plusieurs fois champion de France.

#### Religieux et prélat
- François Gaschon (1732-1815), prêtre catholique missionnaire en Auvergne, déclaré vénérable en 1998 par le pape Jean-Paul II, aumônier de l'hôpital d'Ambert de 1804 à 1815, date de son décès.
- Benoit Sauvade (14 juillet 1743 - 27 août 1792), prêtre, chapelain de la maison royale des Tuileries, mort exécuté à Paris.
- Joseph Michel Jean-Baptiste Micolon de Guérines (1760-1838), évêque de Nantes, né à Ambert.
- Paul Aulagnier (1943-2021), ancien membre de la Fraternité sacerdotale Saint-Pie-X, supérieur de son district de France de 1976 à 1994.

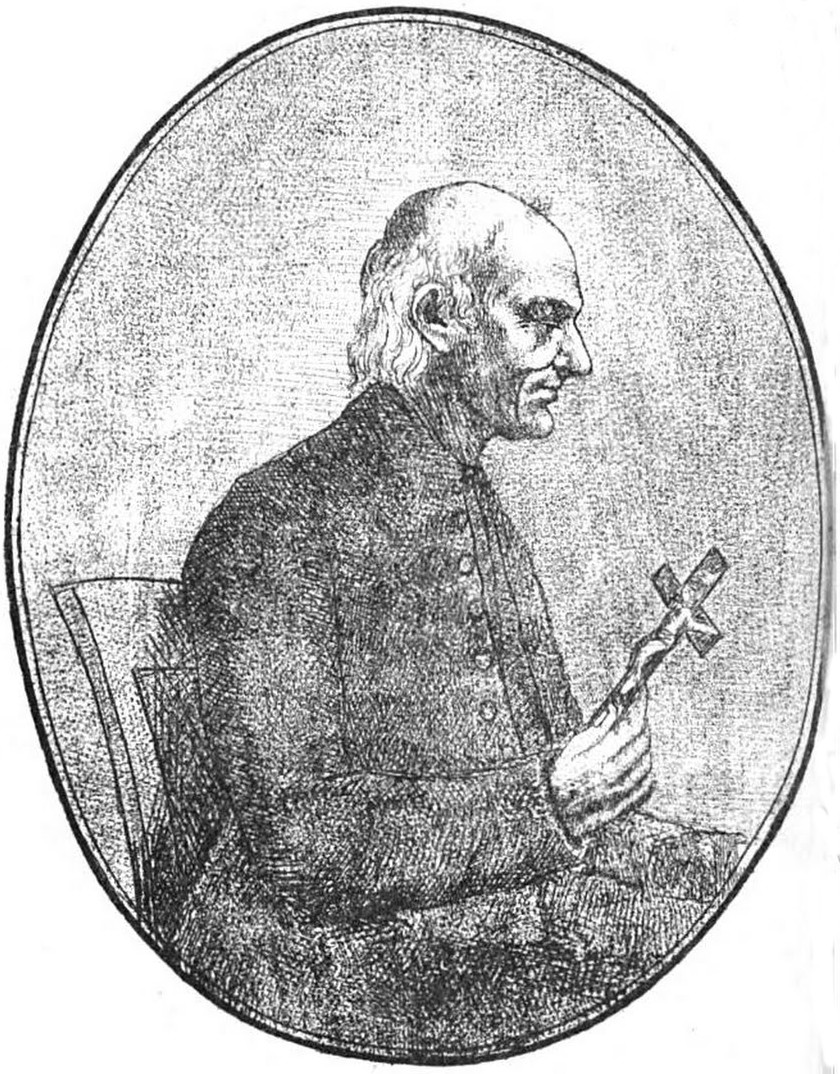
François Gaschon
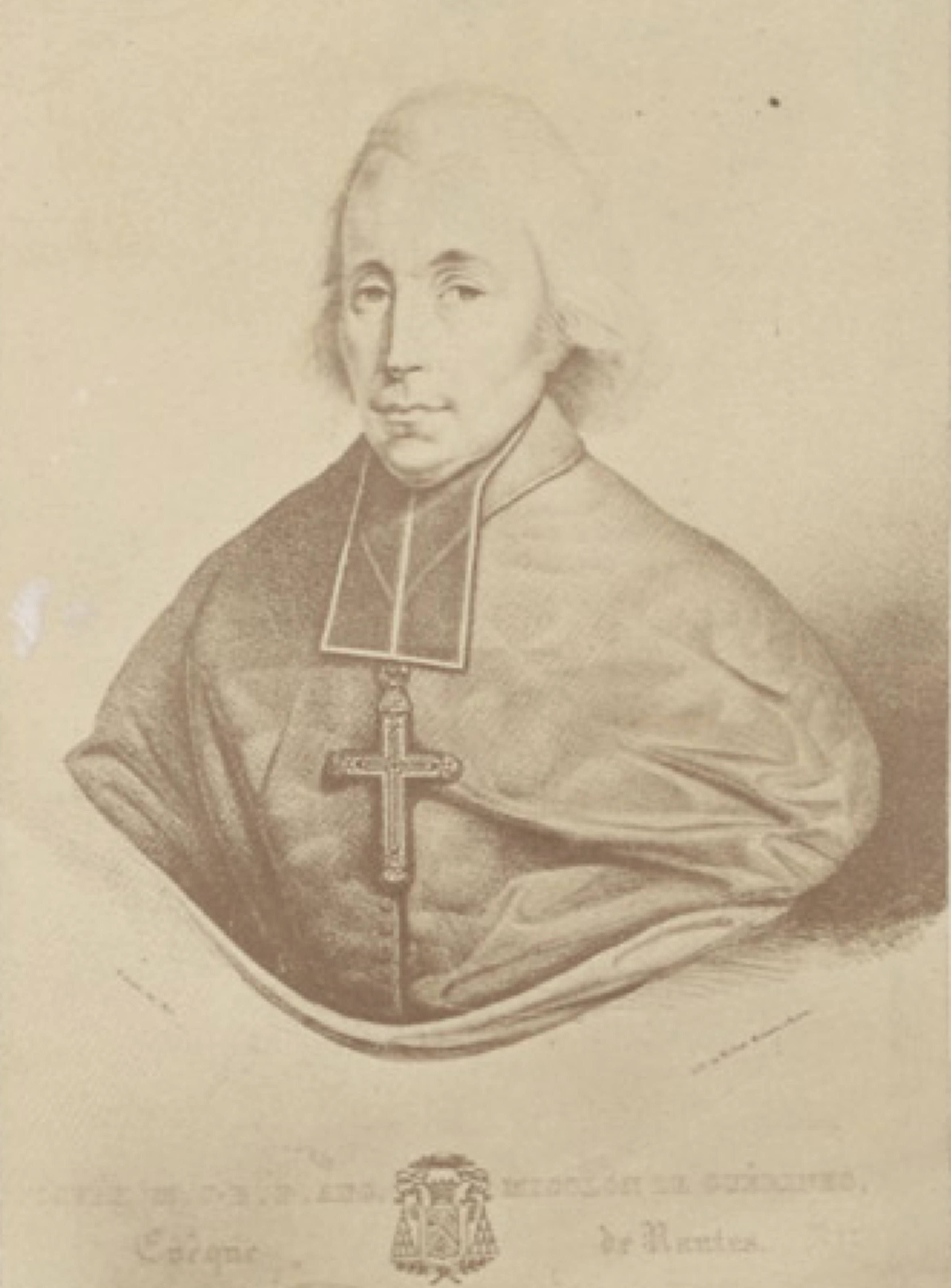
Joseph Michel Jean-Baptiste Micolon de Guérines

#### Société civile et autres
- Claude Vorilhon, dit Raël (né en 1946), fondateur et gourou de la secte dite « Mouvement raëlien » ; bien que né à Vichy, il a passé toute son enfance et adolescence au sein de sa famille à Ambert.